# パピ・ジロボジ
エル・ハジ・パピ・ミソン・ジロボジ（El Hadji Papy Mison Djilobodji 、1988年12月1日 - ）は、セネガル・カオラック出身のサッカー選手。ポジションはディフェンダー。

## クラブ経歴

### 初期
2007–08シーズンに地元クラブでプロデビュー。2009年10月、フランスに渡りUSセナール＝モワシーに加入。フランスアマチュア選手権でのプレーが評価され、2009年12月27日にFCナントに移籍。

### ナント
2010年5月14日のリーグ・ドゥ・SMカーン戦で移籍後初出場。2年目にレギュラーを獲得し、最終的に171試合で9ゴールを挙げた。2015年夏の移籍市場ではサンダーランドAFCやアストン・ヴィラFCからの関心が報じられたが、いずれも実現しなかった。

### チェルシー
2015年9月1日、イングランド・プレミアリーグのチェルシーFCへ移籍した。しかし出番は全くなく、リーグカップのウォルソールFC戦で1分間プレーしただけに留まった。ジョゼ・モウリーニョが解任され、フース・ヒディンクが新監督に就任にしても状況は変わらなかった。

### ブレーメン
2016年1月21日、シーズン終了までの契約でヴェルダー・ブレーメンに期限付き移籍。3日後のシャルケ04戦で加入後初出場。2月13日のTSG1899ホッフェンハイム戦で13分に移籍後初ゴールとなる同点ゴールを挙げ、勝ち点1獲得に貢献した。
3月、1.FSVマインツ05戦でパブロ・デ・ブラシスに対して行った首切りジェスチャーへの制裁として2試合の出場停止処分を科された。最終節のアイントラハト・フランクフルト戦でチームを降格の危機から救う決勝ゴールを挙げた。

### サンダーランド
2016年8月5日、サンダーランドAFCに800万ポンドで移籍、4年契約を結んだ。16日後のミドルズブラFC戦でプレミアリーグデビュー。11月19日のハル・シティFC戦で退場処分を受けた。2017年1月、ウェスト・ブロムウィッチ・アルビオンFC戦でダレン・フレッチャーに暴力行為を行ったとしてフットボール・アソシエーションから罰金と4試合の出場停止処分を科された。
2018年9月12日に、サンダーランドは、パピ・ジロボジが契約を破りフィットネステストに失敗したため、契約を解除したと発表した。

### ギャンガン
2018年12月31日、EAギャンガンに加入することが発表された。

### ガズィアンテプ
2019年7月22日、ガズィアンテプBBに移籍した。

## 代表歴
アフリカネイションズカップ2015では、グループリーグの2試合に出場した。